# Kristýna Boyerová
Kristýna Boyerová (francouzsky Christine Boyer) (3. července 1771 Saint-Maximin-la-Sainte-Baume – 14. května 1800 Paříž) byla jako první manželka Luciena Bonaparte, čímž se stala členkou rodiny Bonaparte.

## Život
Narodila se v Saint-Maximin-la-Sainte-Baume ve Francii jako dcera bohatého obchodníka s vínem a hostinského Pierra-André Boyera a Rosalie rozené Fabreové. Za Luciena Bonaparta se provdala 4. května 1794. Přátelila se Désirée Clary, tehdejší snoubenkou svého švagra Napoleona. Svému muži porodila Kristýna čtyři děti, dospělosti se dožily dvě dcery. 
- 1. Šarlota (22. 2. 1795 Saint-Maximin-la-Sainte-Baume – 13. 5. 1865 Řím), I. manž. 1815 Mario Gabrielli, kníže z Prossedi (6. 12. 1773 – 17. 9. 1841),[1][2]II. manž. 1842 Settimio Centamori[3]
- 2. mrtvě narozený syn (*/† 1796)[3]
- 3. Viktorie Gertruda (*/† 1797)[3]
- 4. Kristýna-Egypta (19. 10. 1798 Paříž – 19. 5. 1847 Řím), I. manž. 1818 hrabě Arvid Posse (11. 6. 1782 – 10. 5. 1826), rozvedeni roku 1824, II. manž. 1824 Dudley Stuart (11. 1. 1803 Londýn – 17. 11. 1854 Stockholm)[4][5][6]

Kristýna zemřela 14. května 1800 v Paříži na komplikovaný zápal plic ve věku 28 let. V době své smrti byla popáté těhotná.